# Rahab

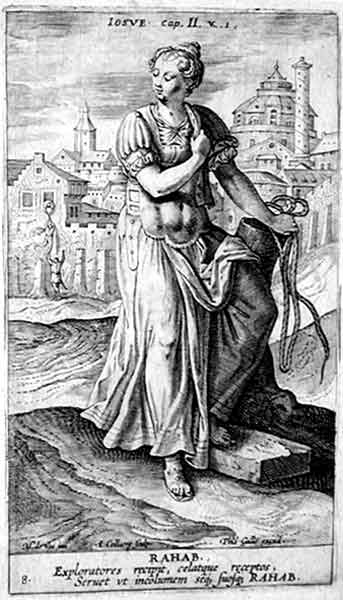
Rahab från Jeriko

Rahab (även Raab eller Rachav, Heb. רחב med betydelsen "bred," "vid") var enligt framställningen i Josua (kap. 2 och 6) en kvinna i Jeriko, som välvilligt mottog och skyddade de två spejare, som Josua sänt ut från Israels läger öster om Jordan för att utforska den strategiskt viktiga staden. 
När israeliterna sedan intog Jeriko, blev Rahab skonad tillika med sin familj och de blev tillsammans upptagna i Israel. Rahab ska ursprungligen ha försörjt sig som sköka. I Matteusevangeliet i Nya Testamentet så anges det att hon var mor till Boas.